# Launchworks
Launchworks，以前名为Xbox Live Productions，是总部位于华盛顿州雷德蒙德的美国游戏开发商。由微軟遊戲工作室（現Xbox遊戲工作室）於2008年在内部创建。

## 历史
2008年1月30日，微软开始招募Xbox Live的数字分布式游戏的团队。不久后，内部工作室碳酸游戏被解散，2008年3月27日，一些员工被并入这个新团体。
2008年5月22日，Xbox Live的总经理马克·惠顿正式公布该工作室，2008年8月13日发布的首款游戏《Fable II Pub Games》。
2013年，Xbox Live Productions更名为Launchworks。

## 旗下游戏
- South Park Scott Tenorman's Revenge — Xbox 360 (2012)
- South Park Let's Go Tower Defense Play! — Xbox 360 (2009)
- Fable II Pub Games — Xbox 360 (2008)